# Ligüerre de Ara
Ligüerre de Ara es una localidad española del municipio de Fiscal, perteneciente a la provincia de Huesca, en la comunidad autónoma de Aragón.

## Geografía

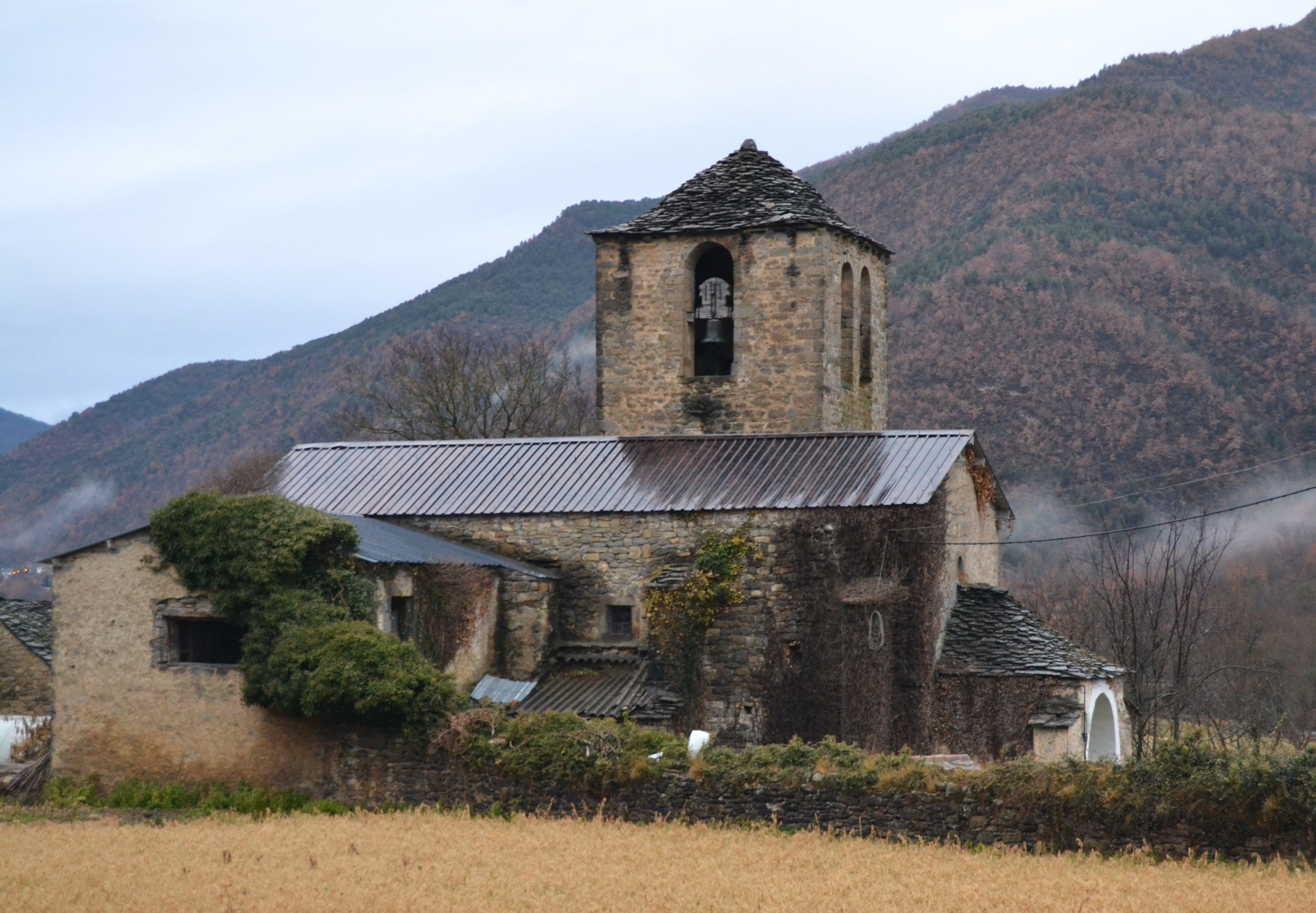
Iglesia de la Asunción de Ligüerre de Ara

Está situado en el Sobrarbe, a unos dos kilómetros al sudeste de la ciudad de Fiscal. El pueblo está ubicado en la orilla derecha del río Ara, frente al pueblo de Javierre de Ara, que está en la orilla izquierda. 

## Historia
A mediados del siglo XIX, el lugar, por entonces con ayuntamiento propio, tenía contabilizada una población de 31 habitantes. La localidad aparece descrita en el décimo volumen del Diccionario geográfico-estadístico-histórico de España y sus posesiones de Ultramar de Pascual Madoz de la siguiente manera:

LIGUERRE DE ARA: l. con ayunt. en la prov. de Huesca (12 leg.), part. jud. de Boltaña (2 1/2), aud. terr. y c. g. de Aragon (Zaragoza 24), dióc. de Barbastro (10): sit. en el centro de la ribera de Fiscal, á 400 pasos del r. Ara, al pie occidental de unos collados que gradualmente se elevan hasta la alta sierra de Gabardon; disfruta un clima frio, húmedo y sumamente insalubre, pues se padecen las asmas, hidropesías y fiebres pútridas, siendo ademas muy escaso de sol en los 9 meses del año. Forman la pobl. 18 casas de buenas proporciones, inclusa la consistorial, distribuidas en una calle empedrada y ancha; igl, parr. (la Asuncion), que comprende el anejo de San Justo, cuya vicaria perpetua se provee por el diocesano ó S. M.; teniendo el cementerio delante de la puerta con direccion al E. y fuera del pueblo: los vec. se aprovechan para el consumo de las aguas de varias fuentes de muy mala calidad, aunque no se sirven de la del rio que es buena. Confina el term. por el N. el r. Ara 1/4 leg.; E. Albella 1/2; S. el monte comun 1, y O. San Justo 1/4: casi en la cúspide de un monte que se halla á 1 hora al S. del pueblo, hay una ermita dedicada á Santiago: comprende tambien dentro de su jurisd. las pardinas de Gabarro y Mayez, que asi como el monte Gabardon están pobladas de muchos pinos, hayas, algun abeto, tilos, la acerollera silvestre, bojes, avellanos y otros; en la primera hubo unas casas que fueron ald. de Albella; existe ademas una cantera de cal, una mina de carbon de piedra, cuyos trabajos están abandonados, otra de tosco, y una fuente de agua mineral sulfurosa, salina, que usada en algunos reumas y en las herpes, produce buenos resultados. Pasa por el térm. el r. Ara con direccion al S., y los arroyos llamados de Ligüerre y Vallopera que depositan sus aguas en él después de haber proporcionado riego el de Liguerre, á parte del terreno: este es de muy buena calidad y de regadío en su tercera parte, con algunos prados naturales y artificiales que crian yerbas para el ganado. Los caminos dirigen á Boltaña y valle de Broto, en buen estado. La correspondencia se recibe de la adm. de los dos puntos mismos, por medio de un balijero, todos los domingos y jueves, saliendo en los dias inmediatos al que llega. prod.: trigo, avena, maiz, judias, patatas, garbanzos, lentejas y guisantes; cáñamo, lino y muchas nueces: cria ganado lanar; caza de conejos pocos, liebres, perdices, jabalíes, corzos, osos y ardillas, llamados vulgarmente esguiruelos, y pesca de truchas, anguilas y barbos. ind.: la agricultura, que constituye su riqueza, y lo hace ser el único acaso de todo el Pirineo de Aragon que subsiste bien con ella y el ganado, por la grande economía y laboriosidad de sus hab. pobl.: 5 vec., 31 almas. contr. 1,594 rs. y 9 mrs. De este pueblo era en lo ant. señor de horca y cuchillo el llamado Maza de Lizana , señor tambien de Santolarla, el que en la actual época ha perdido los pocos derechos que todavía conservaba sobre Ligüerre.
(Madoz, 1847, pp. 282-283)

## Demografía
Tenía 33 habitantes en 2022.

## Patrimonio
El pueblo tiene cinco monumentos reconocidos como de interés cultural[cita requerida]: 
- la Iglesia de la Asunción,
- la Casa de los Ballarín,
- la Casa Giral,
- la Casa Muro y
- la Casa Sampietro.